# Ceres (nakladnik)
Naklada Ceres je hrvatska izdavačka kuća sa sjedištem u Zagrebu, osnovana 1992. godine. Izdala je više stotina knjiga domaćih i stranih autora.

## Povijest
Nakladu Ceres osnovao je 1992. godine Dragutin Dumančić, koji je kao jedan od glavnih ciljeva naklade postavio građenje mostova između hrvatske i francuske kulture. U narednim godinama Ceres je izdao niz djela istaknutih francuskih autora, kao što su Camus, Flaubert, Duras, Bruckner, Tournier, Le Clézio, Garde, Yourcenar, Saint-John Perse, Beckett i Finkielkraut. Zbog promicanja francuske kulture Dumančiću je dodijeljeno francusko odličje "Vitez reda za umjetnost i književnost". Ceres je izdavao i ugledne hrvatske autore, kao što su Stanko Andrić, Ratko Cvetnić, Milorad Stojević, Žarko Paić, te mnogi drugi. Napokon, Ceres je izdao i niz djela neafirmiranih hrvatskih autora, djela nefrancuskih stranih pisaca, te antologije francuskih i talijanskih pjesnika.
Tijekom godina Ceres je izlagao knjige na hrvatskim i svjetskim sajmovima.

## Nagrade
Ceres je 2004. dobio nagradu "Josip Juraj Strossmayer" za najuspješniji nakladnički pothvat u humanističkim znanostima za djelo Mladena Machieda "Zrakasti subjekt".

## Vanjske poveznice
- Službena stranica